# 반야경

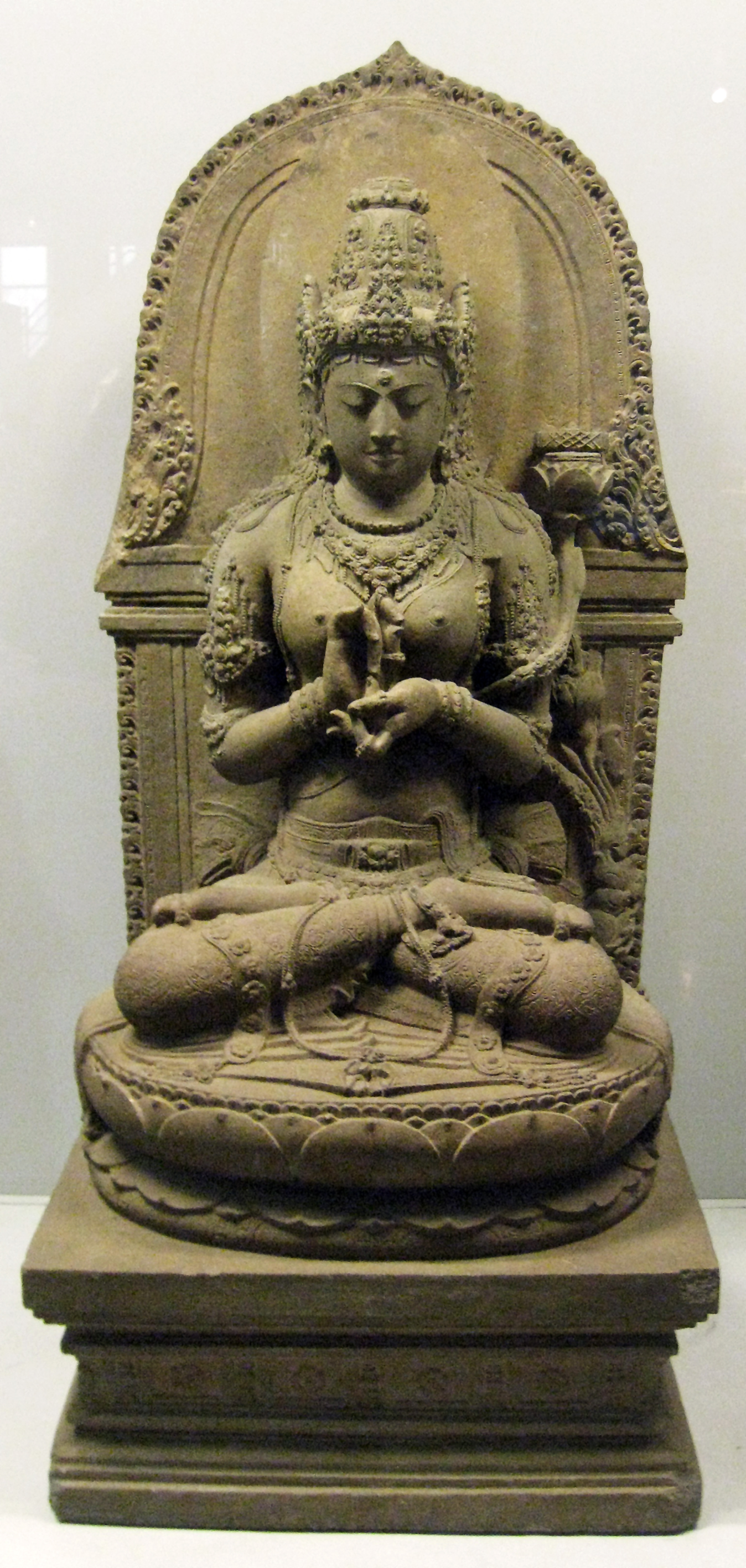
Prajñāpāramitā 자와섬, 인도네시아 공화국.

《반야경(般若經)》은 원제가 프라즈냐파라미타 수트라(산스크리트어: प्रज्ञापारमिता सूत्र prajñāpāramitā sūtra)이며, 한역 원제는 《반야바라밀다경(般若波羅蜜多經)》이다. '반야바라밀다'는 이상의 피안(彼岸)에 이르는 최고무상(最高無上)의 지혜(반야)라는 뜻이며, 그 지혜는 일체의 존재 그 자체의 본질을 상정하여 실체시하려는 고정적 인식을 부정하고 모든 것을 상대적인 관계성, 즉 공(空) 또는 연기(緣起) 처지에서 보는 인식이며, 이 사상은 모든 대승불교 사상의 기초가 되었다.
《반야경》은 지혜(반야)를 주제로 한 경전을 총칭하며,  당나라 현장은 이 경전들을 한역하여 《대반야경》 600권 일대총서(一大叢書)를 내놓았는데, 오늘날 가장 널리 독송하는 《반야심경》과 호국 경전의 하나인 《인왕반야경(人王般若經)》은 《대반야경》에 포함되지 않았다. 대표적인 《반야경》은 가장 긴 《십만송반야》, 《대품반야》라고 불리는 《2만5천송반야》, 《소품반야》로 불리는 《8천송반야》, 《금강반야》로 불리는 《3백송반야》, 밀교색이 짙은 《이취반야》 등 있다.

## 역사
《반야경》은 종류가 많다. 많은 불교학자는 가장 오래된 《반야경》이 1세기 경 성립되었다고 추정한다.

## 종류

### 대반야바라밀다경
당나라 삼장법사 현장이 660년부터 663년에 걸쳐 한문으로 번역하였다. 《대반야경》이라고도 부른다. 600권으로 되어 있다.

### 반야바라밀다심경
《반야심경(般若心經)》이라고도 하며, 《대반야바라밀다경》의 요점을 간략하게 설명한 짧은 경전으로, 당나라의 삼장법사 현장(玄裝)이 번역한 것이다. 260자로 되어 있다.
산스크리트어 원본은 대본과 소본 2종류가 있다. 대본에는 서론과 결말이 추가되어 있다. 한국에서 독송되고 있는 《반야심경》은 649년에 당나라의 삼장법사 현장(玄裝)이 번역한 소본이다.
현존하는 한역본
- 402년부터 413년까지 구마라집이 번역한 마하반야바라밀대명주경
- 649년 현장이 번역한 마하반야바라밀다심경

1884년 독일의 막스 뮐러(Max Muller)와 일본의 난조 분유(南條文雄) 박사가 일본 장곡사 소장의 대본과 법륭사 소장의 소본을 교정, 영어로 번역하였다. 이것은 19세기 불교학계의 큰 업적으로 평가되고 있다.

## 참고 문헌
- 이 문서에는 다음커뮤니케이션(현 카카오)에서 GFDL 또는 CC-SA 라이선스로 배포한 글로벌 세계대백과사전의 내용을 기초로 작성된 글이 포함되어 있습니다.